# Розстріл полонених бійців ЗСУ біля Авдіївки (грудень 2023)
2 грудня 2023 року з'явилось відео розстрілу двох українських військових. На кадрах знятих з дрона було зафіксовано, як двоє бійців ЗСУ по черзі виходять з бліндажа, тримаючи руки за головою, та лягають на землю. Після цього російські військові відкривають по них вогонь та вбивають українців.
Достовірність відео підтвердило управління стратегічних комунікацій ЗСУ. Українські правозахисники підкреслювали, що розстріл військових, що здавались у полон, є тяжким воєнним злочином. При цьому у ГУР відзначали, що подібні злочини російських військ не є одиничними.
Вбивство українських військових відбулось у ході боїв за Авдіївку під час повномасштабного російського вторгнення в Україну. Як визначив проєкт DeepState, розстріл стався в районі села Степове. Українські військові були з 45-го окремого стрілецького батальйону.

## Передісторія
Виконавчий директор Української гельсінської спілки з прав людини Олександр Павліченко відзначав, що російські гібридні сили практикували позасудові страти полонених ще з 2014 року.
З початком повномасштабного російського вторгнення в Україну російських військових багато разів звинувачували у здійсненні злочинів по відношенню до військовополонених. Зокрема, у березні 2023 року у мережі поширилось відео з розстрілом Олександра Мацієвського, якого росіяни вбили після слів Слава Україні!. У квітні 2023 року в мережі з'явилось відео з обезголовленням ще живого українського полоненого.
Росія також звинувачувала Україну у розстрілах своїх полонених. Зокрема у листопаді 2022 року РФ заявляла про розстріл своїх військових в селі Макіївка Луганської області. Однак тоді під час здачі в полон групи російських військових один з росіян відкрив вогонь по бійцям ЗСУ, що міжнародні експерти розцінили як «симуляцію капітуляції».

## Хід подій
З 10 жовтня 2023 року російські війська почали масштабний штурм Авдіївки. Ці бої за Авдіївку стали одними з найкривавіших за час повномасштабної війни Росії проти України, під час яких російські війська зазнавали величезних втрат. При цьому Авдіївка з 2014 року була прифронтовим містом, яке бажали захопити російські окупанти майже десять років.

### Вбивство українських військових
2 грудня 2023 року український моніторинговий проєкт DeepState на своєму телеграм-каналі поширив відео з вбивством українських військових, яке було знято з дрону. У повідомленні під відео зазначалось: «Ворог зайшов на позиції 45 ОСБ. Під час зачистки кацапи наткнулися на бліндаж, в якому сиділи наші хлопці. Вони були вимушені здаватися через нестачу БК».
На відео було зафіксовано щонайменше шість російських військових, які оточили український бліндаж. З нього по черзі вийшли українські військові і лягли на землю обличчям донизу. Боєць, який вийшов другим з бліндажу мав ознаки поранення або контузії. Після того як другий українській військовий ліг на землю, російські окупанти відкрили по ним вогонь та вбили українців. Після початку вогню по українським бійцям перший, що вийшов з бліндажу спробував піднятись, але відразу впав на землю від шквального обстрілу з автоматичної зброї.
3 грудня 2023 року у ЗСУ підтвердили інформацію про вбивство українських військових, які хотіли здатись у полон. Військові з 45-го окремого стрілецького батальйону підтвердили, що вбиті росіянами бійці належали до їх підрозділу.
Голова Авдіївської МВА Віталій Барабаш стверджував, що «окупанти, які розстріляли українських полонених, були ліквідовані». Речник Сил оборони Таврійського напрямку Олександр Штупун також заявив про знищення росіян, які вбили полонених українців. Однак представник ГУР Андрій Юсов не підтвердив цю заяву: «Зараз важко сказати, що тих саме. Але ситуація під Авдіївкою і зазначеним конкретно населеним пунктом дуже динамічна. І так, є інформація, це непоодинокі випадки, коли укріплення переходять з рук у руки. Проте стверджувати, що саме тих ліквідовано, ми зараз не можемо».
Вбивство сталось в районі села Степове Донецької області. Село Степове розташоване у 2.8 км на північний захід від Авдіївки, і воно знаходилось на північному флангу російського наступу на Авдіївку. Росіяни намагалась захопити Степове, щоби перерізати шляхи постачання українському угрупуванню, яке тримало оборону у Авдіївці.

## Реакція
Служба безпеки України за фактом військового злочину відкрила карну справу за ч. 2 ст. 438 Кримінального кодексу — порушення законів та звичаїв війни, поєднаного з умисним вбивством. Генпрокуратура України також розслідувала це вбивство.
Уповноважений Верховної Ради з прав людини Дмитро Лубінець заявив: «Це чергове порушення Женевських конвенцій та вияв неповаги до міжнародного гуманітарного права (…) РФ повинна понести покарання за кожен подібний випадок страти українських військових, які здаються у полон!». Лубінець наголошував: «на відео чітко видно, що українські військові виконують необхідні кроки, які показують, що вони здаються у полон! Воїни були обеззброєнні, а їхні руки — піднятими до гори. Вони не несли жодної загрози! Російська сторона мала взяти їх у полон та надати статус військовополонених». Лубінець звернувся до Міжнародного комітету Червоного Хреста та інших міжнародних організацій з інформацію про чергові військові злочини росіян проти України.
6 грудня 2023 року постійний представник України при ООН Сергій Кислиця на засіданні Ради Безпеки ООН розповів учасникам засідання про випадок розстрілу українських полонених біла Авдіївки. Кислиця заявив: «Це не перша страта українських військовополонених, і ми вже привертали увагу Ради Безпеки до інших кричущих злочинів, у тому числі вбивств українських солдатів у полоні після жорстоких і нелюдських тортур». Як приклад український дипломат навів масове вбивство полонених в Оленівці.
Російська влада офіційно не коментувала цей випадок розстрілу українських військових. Однак ISW зазначав, що російські воєнкори намагались або відкинути звинувачення проти російських військових або применшити злочинність їх дій за формулою «на війні трапляється» і «буває».